# Grande Oriente d'Italia

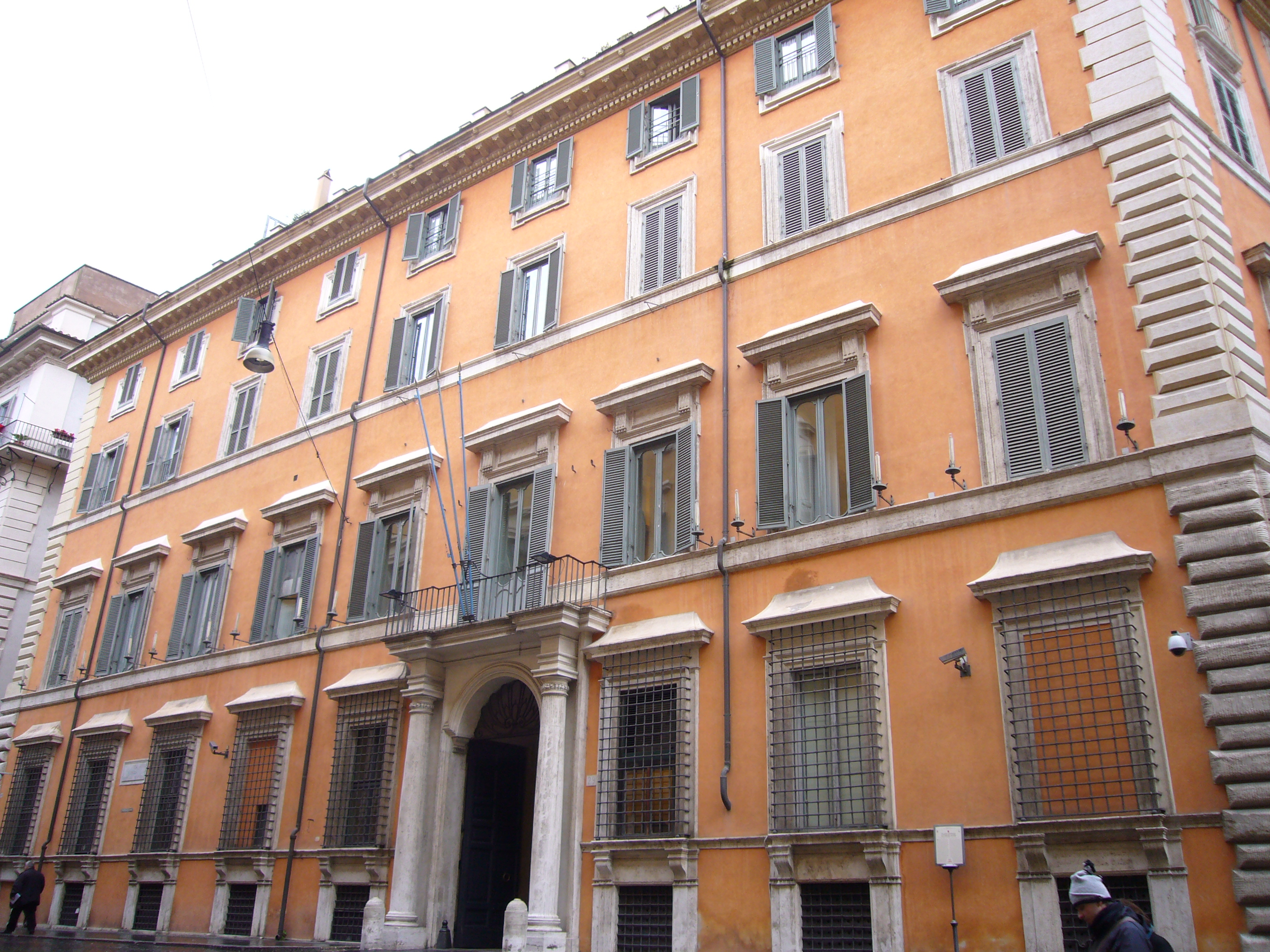
Palazzo Giustiniani, sede del G.O.I. per molti anni tra il 1901 e il 1985

Il Grande Oriente d'Italia (abbreviato in GOI) è un'obbedienza massonica istituita ritualmente il 20 giugno 1805 a Milano.
È chiamata anche Grande Oriente d'Italia - Palazzo Giustiniani, dal nome dell'omonimo palazzo in via della Dogana Vecchia in Roma, sede dell'organizzazione dal 1901 al 1985 (tranne che durante il ventennio fascista).
È la più antica e numerosa istituzione massonica regolare italiana, con oltre 23.000 iscritti al 2018, e ha sede a Roma presso Villa del Vascello, sul Gianicolo, teatro nel 1849 della difesa garibaldina della Repubblica Romana.
A seguito di alcune controversie riguardanti le elezioni per la Gran Maestranza, il 27 novembre 2024 il tribunale di Roma ha nominato l'avvocato Raffaele Cappiello come curatore giudiziale a seguito del contenzioso proposto dal candidato Leo Taroni, già Sovrano Gran Commendatore del Rito scozzese antico ed accettato, dopo la sospensione della proclamazione dalla carica di Gran Maestro di Antonio Seminario, disposta dal giudice civile il 27 ottobre 2024. Il Tribunale di Roma ha infine ufficialmente riconosciuto Leo Taroni quale Gran maestro del Grande Oriente d'Italia per il quinquennio 2024-2029. In conseguenza il 20 gennaio 2025 la Corte d'Appello di Roma ha revocato la nomina dell’avvocato Raffaele Cappiello quale curatore speciale del GOI La Gran Loggia del 2025 ha poi annullato il voto del 3 marzo 2024.

## Storia

### Le origini nel XIX secolo e l'unità d'Italia

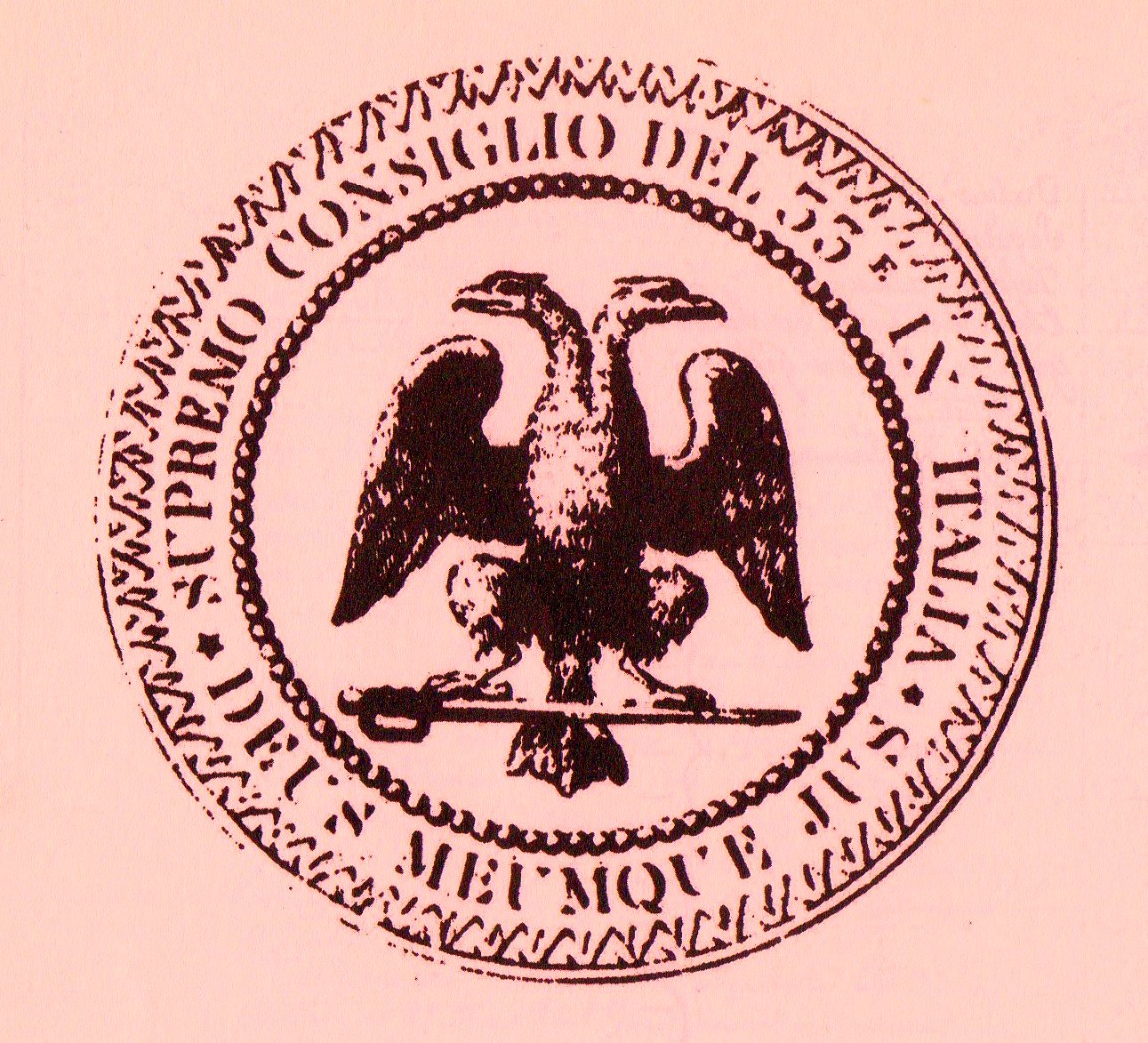
Timbro del Supremo Consiglio di Milano (1805)

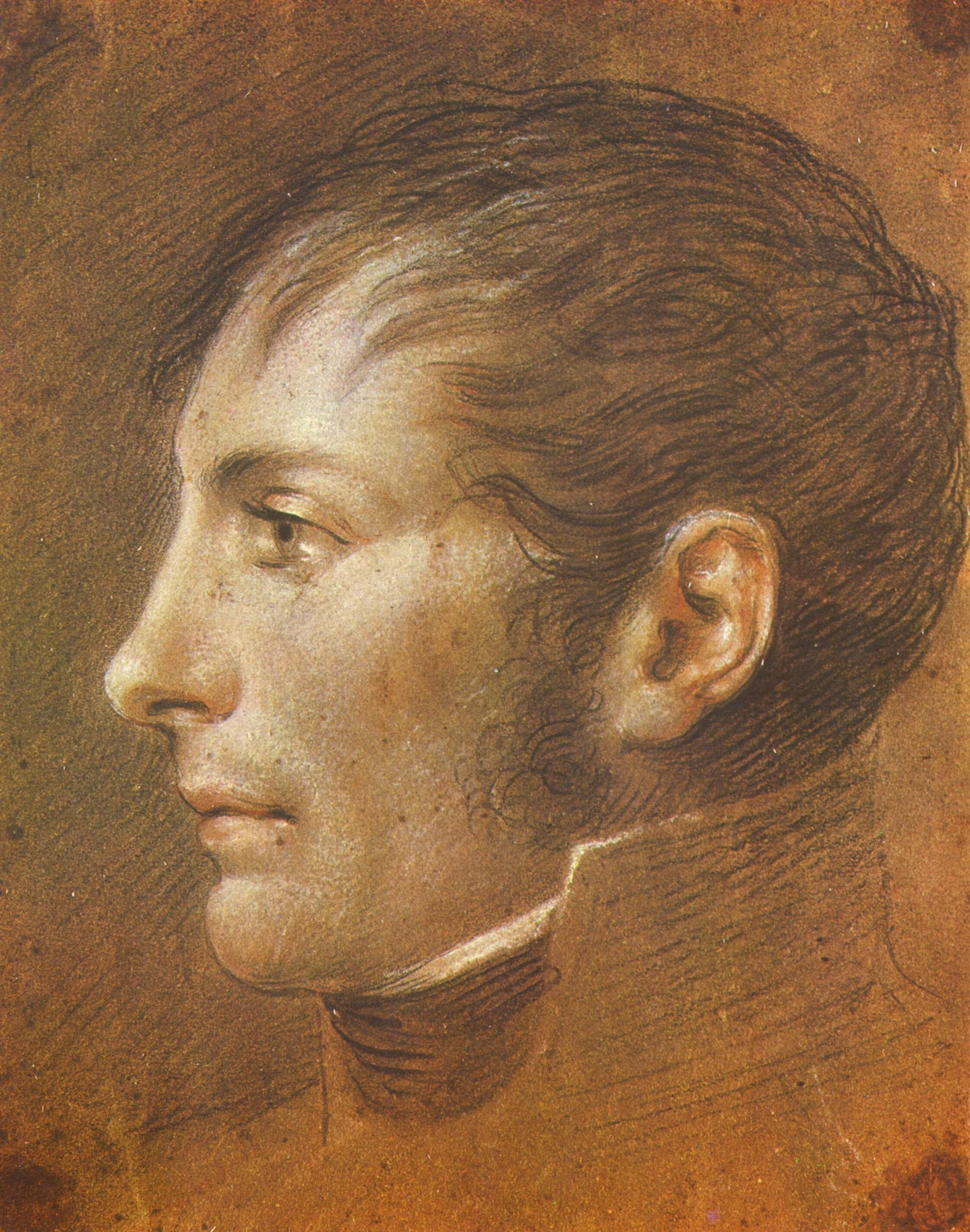
Eugenio di Beauharnais, primo Sovrano Gran Commendatore del Supremo Consiglio e primo Gran Maestro del Grande Oriente d'Italia

Il 16 marzo 1805 è la data nella quale venne ufficialmente fondato a Milano il Supremo Consiglio d'Italia del Rito scozzese antico ed accettato, per opera del conte francese Alexandre François Auguste de Grasse Tilly. Egli agì in virtù dei poteri conferitigli dal Supremo Consiglio di Charleston (il primo Supremo Consiglio del Rito scozzese antico e accettato); con lui vi erano altri confratelli francesi ed italiani. Il 20 giugno dello stesso anno ebbe luogo il primo cerimoniale rituale.
Nell'atto di costituzione del Supremo Consiglio d'Italia vi era espressamente riportato: «Il Supremo Consiglio d'Italia crea e costituisce di sua sovrana autorità una Gran loggia generale in Italia sotto la denominazione di Grande Oriente del rito scozzese antico ed accettato». Era questa la nascita dell'attuale Grande Oriente d'Italia, il quale venne istituito ritualmente il 20 giugno 1805 per opera degli stessi fondatori del Supremo Consiglio. In quell'occasione venne eletto come Sovrano Gran Commendatore il viceré d'Italia Eugenio di Beauharnais e come Gran Cancelliere il principe Gioacchino Murat. Grande Esperto all'atto della fondazione fu il giurista e filosofo Gian Domenico Romagnosi. Il 20 giugno 1805 è tutt'oggi la data considerata dal Grande Oriente d'Italia come il momento in cui ebbe inizio la storia dell'Ordine.
Dopo la caduta del Regno d'Italia, il Supremo Consiglio di Milano si sciolse. Si dovette attendere l'ottobre 1859 per rivedere nuovamente in vita il Grande Oriente italiano. Quel giorno infatti sette confratelli diedero vita alla loggia "Ausonia", embrione e primo nucleo storico di quello che divenne ufficialmente il "Grande Oriente" italiano, il 20 dicembre 1859. La prima sede fu stabilita presso la casa del fratello Felice Govean, in via Stampatori 8 a Torino. Primo Gran Maestro ad interim fu Filippo Delpino, già primo Maestro venerabile della loggia "Ausonia".
La prima assemblea costituente del Goi fu organizzata il 20 dicembre 1860. I primi problemi da affrontare erano quelli dell'eccessiva frammentarietà della massoneria italiana: diverse logge nel territorio italiano erano infatti ancora legate all'obbedienza del Grande Oriente di Francia.

Giuseppe Garibaldi con le insegne di Sovrano grande ispettore generale, 33º ed ultimo grado del Rito scozzese antico ed accettato

Nel 1864, le varie comunioni massoniche, denominate "grandi logge" o "grandi orienti", fiorite, all'epoca, sul suolo italiano, segnatamente il Grande Oriente di Napoli, il Grande Oriente di Torino e il Grande Oriente di Palermo, in una riunione costituente tenutasi a Firenze tra il 21 e il 24 maggio, in previsione del trasferimento della capitale italiana in quella città, si fusero in un unico Grande Oriente d'Italia, a capo del quale venne eletto come Gran Maestro Giuseppe Garibaldi.
Non tutti concordarono però sull'unificazione delle sedi dei supremi consigli a Firenze: i vertici di Torino, quelli di Palermo e di Napoli erano contrari al trasferimento. Comunque, il 15 ottobre 1865, dopo il trasferimento della capitale a Firenze, anche il Grande Oriente italiano vi si trasferì e da quel momento entrò in uso definitivamente ed esclusivamente la nomenclatura "Grande Oriente d'Italia".
Nel 1870 il Grande Oriente d'Italia, dopo gli eventi di Porta Pia, si trasferì a Roma. In quel periodo esistevano in Italia ben quattro "supremi consigli": quello di Roma, quello di Napoli, quello di Palermo e quello di Torino, l'unico riconosciuto dalle giurisdizioni Sud e Nord degli USA. Ma tra il 1871 e il 1872 i supremi consigli di Napoli e di Palermo confluirono nel Supremo Consiglio di Roma.
Si era giunti ad un passo dall'unificazione di tutta la massoneria italiana. Tuttavia, si dovette attendere la scomparsa del Conte Aleksander Izenschmid de Milbitz, Sovrano gran commendatore del Supremo Consiglio di Torino, ostinato conservatore dell'autonomia del corpo torinese, e il subentro del suo successore, Timoteo Riboli, per vedere compiuta, nel 1887, anche la fusione di Torino col Supremo Consiglio di Roma, con cui si determinò anche la saldatura tra la tradizione discendente dal primo Grande Oriente italiano e la tradizione capitolina, nella figura di Adriano Lemmi con la sua duplice carica di "Sovrano gran commendatore" e di "Gran maestro".

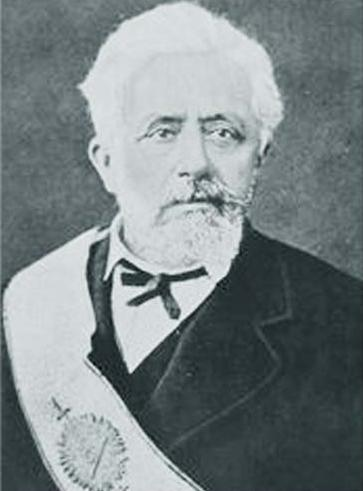
Giuseppe Mazzoni, Gran maestro, costituì la loggia Propaganda massonica

### Giuseppe Mazzoni e la loggia "Propaganda massonica"
Dopo la proclamazione del Regno d'Italia Stato unitario, era sorta l'esigenza, da parte del Goi, di salvaguardare l'identità degli affiliati più in vista, anche all'interno dell'organizzazione. Per tale motivo, l'adesione di questi ultimi era nota al solo Gran Maestro, risultandogli come iniziazione “all'orecchio”. Nel 1877 il Gran Maestro Giuseppe Mazzoni iniziò a stilarne un elenco denominato Propaganda massonica, costituendo ufficialmente la loggia in questione.
Adriano Lemmi (Gran Maestro dal 1885 al 1895), era stato iniziato alla loggia "Propaganda" già nel 1877, e contribuì a darle prestigio, riunendo al suo interno deputati, senatori e banchieri.
Tra gli iniziati o affiliati più famosi della fine del secolo XIX si ricordano: Agostino Bertani (1833), Giosuè Carducci (1886), Luigi Castellazzo (1888), Giuseppe Ceneri (1885), Giuseppe Aurelio Costanzo (1889), Francesco Crispi (1880), Nicola Fabrizi, Camillo Finocchiaro Aprile, Menotti Garibaldi (1888), Pietro Lacava, Ernesto Nathan (1893), Aurelio Saffi (1885), Gaetano Tacconi (1885) e Giuseppe Zanardelli (1889).
Anche dopo la gran maestranza di Lemmi, la loggia Propaganda massonica continuò a rappresentare un riferimento importante nell'organizzazione del Grande Oriente.
Tra gli affiliati dell'inizio del XX secolo si segnalano: Giovanni Ameglio (1920), Mario Cevolotto, Eugenio Chiesa (1913), Alessandro Fortis (1909), Gabriele Galantara (1907), Arturo Labriola (1914) e Giorgio Pitacco (1909).

### Le figure di Ernesto Nathan ed Ettore Ferrari

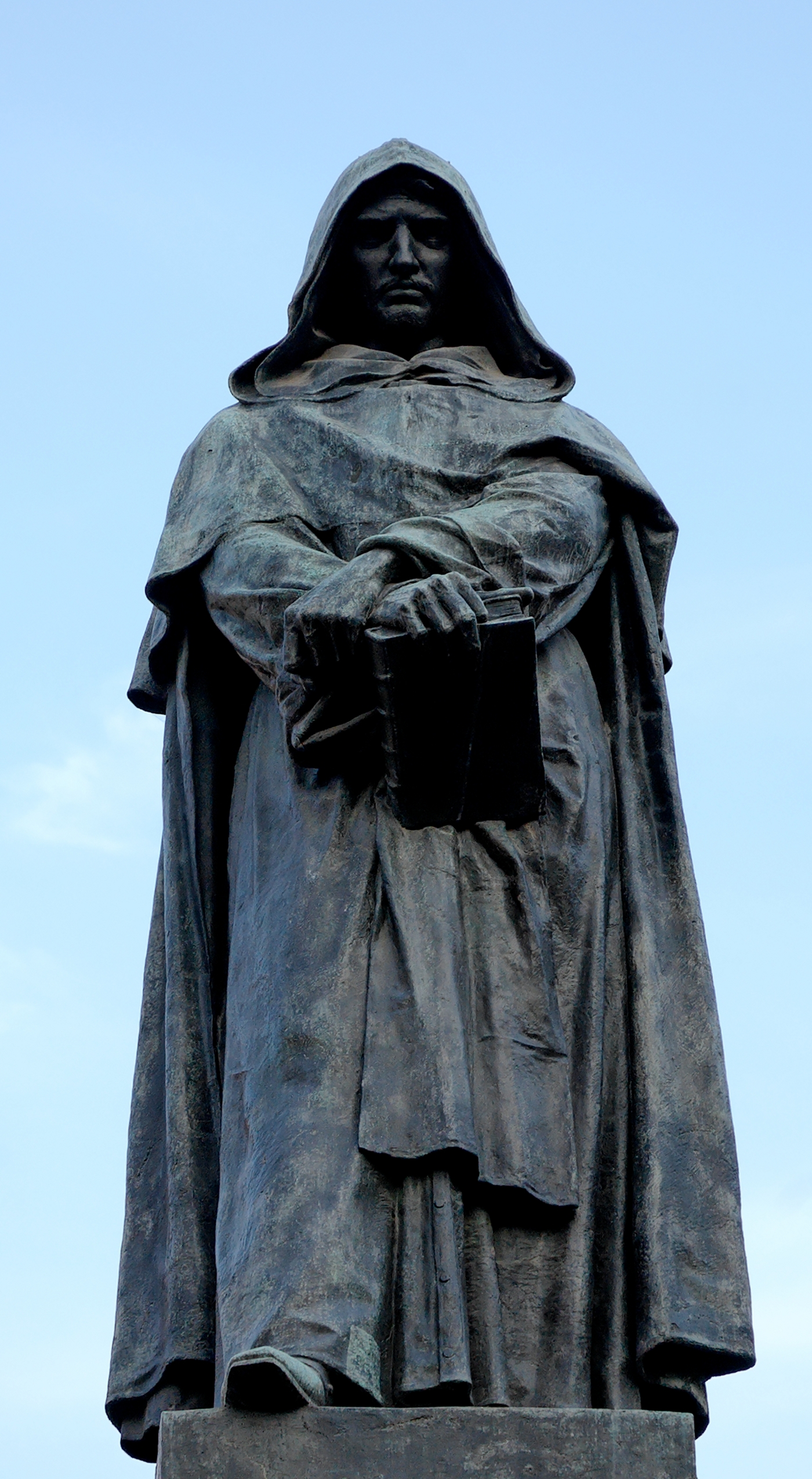
Il monumento in bronzo a Giordano Bruno nella piazza romana di Campo de' Fiori, opera del Gran Maestro Ettore Ferrari

A Lemmi succedette, nel 1896, l'ebreo mazziniano Ernesto Nathan, di origine inglese ed in seguito naturalizzato italiano. 
In reazione alle posizioni politiche moderatiste del nuovo gran maestro, che si era distanziato dai repubblicani e aveva vietato alle logge di intervenire in forma ufficiale ai congressi dei liberi pensatori, Malachia De Cristoforis, maestro venerabile della Loggia "Cisalpina" di Milano, fondò con altre logge del Nord Italia (milanesi, lombarde, bergamasche) il "Grande Oriente Italiano" di Milano, che arriverà presto a contare una cinquantina di logge e che il 24 aprile 1898 sarà riconosciuto ufficialmente dal "Grande Oriente di Francia", il quale romperà le relazioni col Grande Oriente d'Italia.
Nathan lasciò la Gran maestranza per presentarsi - con successo - candidato a sindaco di Roma, a capo di una coalizione comprendente socialisti, repubblicani, radicali e liberal-democratici e le logge del "Grande Oriente Italiano" si riunificheranno con quelle del "Grande Oriente d'Italia" nel 1905, sotto il nuovo gran maestro Ettore Ferrari, scultore, autore del monumento a Giordano Bruno, in Campo de' Fiori a Roma, che impresse al Grande Oriente d'Italia un più netto orientamento radicale e anticlericale. Divenuto Gran maestro nel 1904, così delineò, nel suo discorso di insediamento, il ruolo che l'Obbedienza avrebbe dovuto ricoprire: «La massoneria non deve tenersi costantemente isolata e nell'ombra, ma scendere a contatto della vita, combattere alla luce del sole le sante battaglie dell'alta sua missione per la tutela della giustizia e per la grande educazione. Nuovi bisogni presentano nuovi problemi; nuovi problemi esigono nuove soluzioni; da nuovi doveri scaturiscono nuovi diritti. La massoneria non può, non deve chiudere gli occhi alla nuova luce, ma fissarla, scrutarla e dirigerla». Da convinto repubblicano, ad esempio, Ferrari, oltre alla tradizionale difesa della laicità della scuola e ai consueti temi anticlericali, propugnava un maggior impegno sui temi attinenti alla legislazione sociale.

### La scissione di Piazza del Gesù e l'acquisto di Palazzo Giustiniani

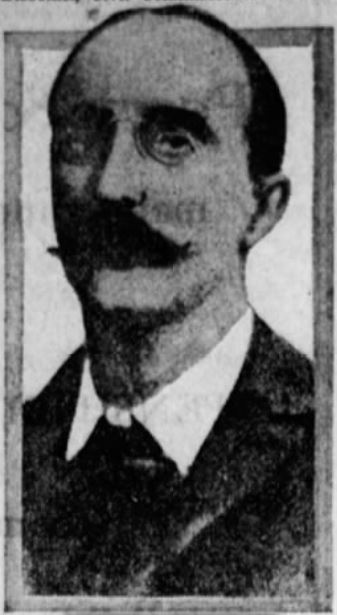
Leonida Bissolati

Nel corso della gran loggia annuale del Goi del 1908, Ferrari propose la censura all'indirizzo di quei parlamentari aderenti alla massoneria che si erano rifiutati di votare alla Camera dei deputati la mozione del deputato socialista riformista Leonida Bissolati, anch'egli massone, volta ad abolire l'insegnamento della religione nella scuola elementare. Il Sovrano gran commendatore in pectore del Rito scozzese antico ed accettato Saverio Fera, forte oppositore della politicizzazione forzata perseguita da Ferrari all'interno dell'obbedienza, pose il veto formale alla proposta di censura. Lo scontro arrivò fino alla scissione, che si consumò il 24 giugno 1908 nel seno del Supremo Consiglio d'Italia e portò alla creazione della Gran Loggia d'Italia.
Nel febbraio 1911, dopo una lunga trattativa, il Grande Oriente d'Italia acquistò il famoso Palazzo Giustiniani, presso cui aveva istituito la propria sede dal 1901 e vi risiedeva anche il Supremo Consiglio del Rito scozzese antico ed accettato per la giurisdizione italiana, detto appunto "di Palazzo Giustiniani"
Allo scoppio della prima guerra mondiale, il Goi si collocò nelle file dell'interventismo democratico, conformemente all'ideale mazziniano e risorgimentale di risveglio delle nazionalità oppresse. All'atto delle dimissioni di Ettore Ferrari (1917), fu rieletto Gran Maestro l'anziano mazziniano Ernesto Nathan, sino al 1919.

### Il periodo fascista e la messa al bando

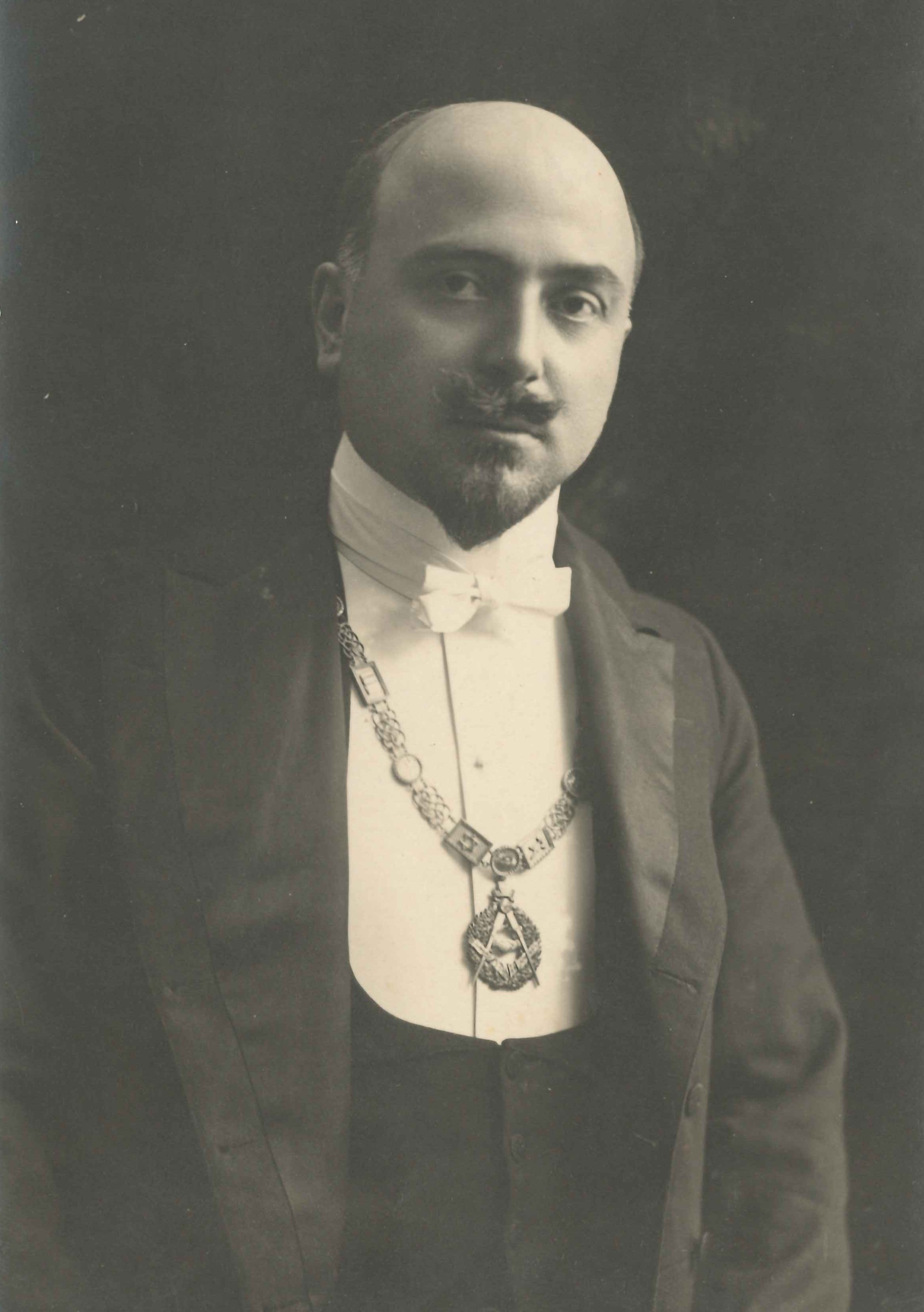
Domizio Torrigiani, Gran Maestro del G.O.I. confinato a Lipari dal regime fascista

Alla vigilia della Marcia su Roma, il Gran maestro in carica, Domizio Torrigiani, diramò una circolare con la quale giustificava il fascismo quale "liberazione" dalla confusione in cui versava il paese nell'immediato primo dopoguerra; 
Il 19 ottobre 1922, Domizio Torrigiani diffonde una circolare nella quale sostiene l'ascesa del fascismo al potere. La circolare conclude con le seguenti parole: 
(Torrigiani, 19 ottobre 1922)
Secondo Fabio Venzi, Gran Maestro della Gran Loggia Regolare d'Italia, quando «i vertici della Massoneria si riunirono a Palazzo Giustiniani per l'installazione del Gran Maestro Domizio Torrigiani, che succedeva ad Ernesto Nathan, la simpatia manifestata dai presenti nei confronti del movimento fascista fu evidentissima». 
All'indomani della marcia su Roma seguì un finanziamento della Massoneria al Partito Nazionale Fascista, pressoché confermato in base ai documenti esaminati nell'archivio Torrigiani.
Già dopo alcune settimane però, l'Ordine invitava i "fratelli" alla difesa dei fondamentali principi della democrazia e a prepararsi all'opposizione. Successivamente, nell'assemblea del 26-27 gennaio 1923, il Grande Oriente d'Italia proclamava ancora una volta intangibili i principi di libertà. Ciò determinò l'immediata reazione del Gran Consiglio del Fascismo che, il 15 febbraio 1923, sancì l'incompatibilità tra l'adesione alla massoneria e l'iscrizione al Partito Nazionale Fascista, pur comprendendo, al suo interno, numerosi consiglieri massoni. Nel biennio successivo furono numerose le devastazioni delle logge massoniche da parte delle squadre fasciste, contro le quali - invano - si elevò la protesta del Gran maestro Torrigiani.
Il 19 maggio 1925 la Camera approvò la Legge sulle Associazioni, che di lì a poco avrebbe inibito l'attività delle logge massoniche sul territorio italiano, soggetto al regime fascista. Il successivo 22 novembre (pochi giorni prima della promulgazione della legge), Torrigiani firmò il decreto di scioglimento di tutte le logge massoniche dell'Ordine - ma non del Grande Oriente d'Italia - al fine di una loro "ricostituzione" in aderenza ai principi della nuova legge; contestualmente veniva costituito un "comitato ordinatore", con il compito di individuare le idonee modalità di ricostituzione dell'ordine e delle logge stesse. Parimenti Ettore Ferrari non sciolse il Supremo Consiglio del Rito scozzese antico e accettato, di cui era il Sovrano Gran Commendatore.
Il 23 aprile 1927 Torrigiani fu arrestato e poi mandato al confino a Lipari.
In assenza del Gran Maestro, e preso atto della situazione politica del paese, il 26 giugno successivo, il comitato ordinatore deliberò la sospensione di ogni pratica operativa, non ritenendo più attuabile il progetto di ricostituzione dell'Ordine sulla base della nuova legge sulle associazioni.

### La ricostituzione in esilio

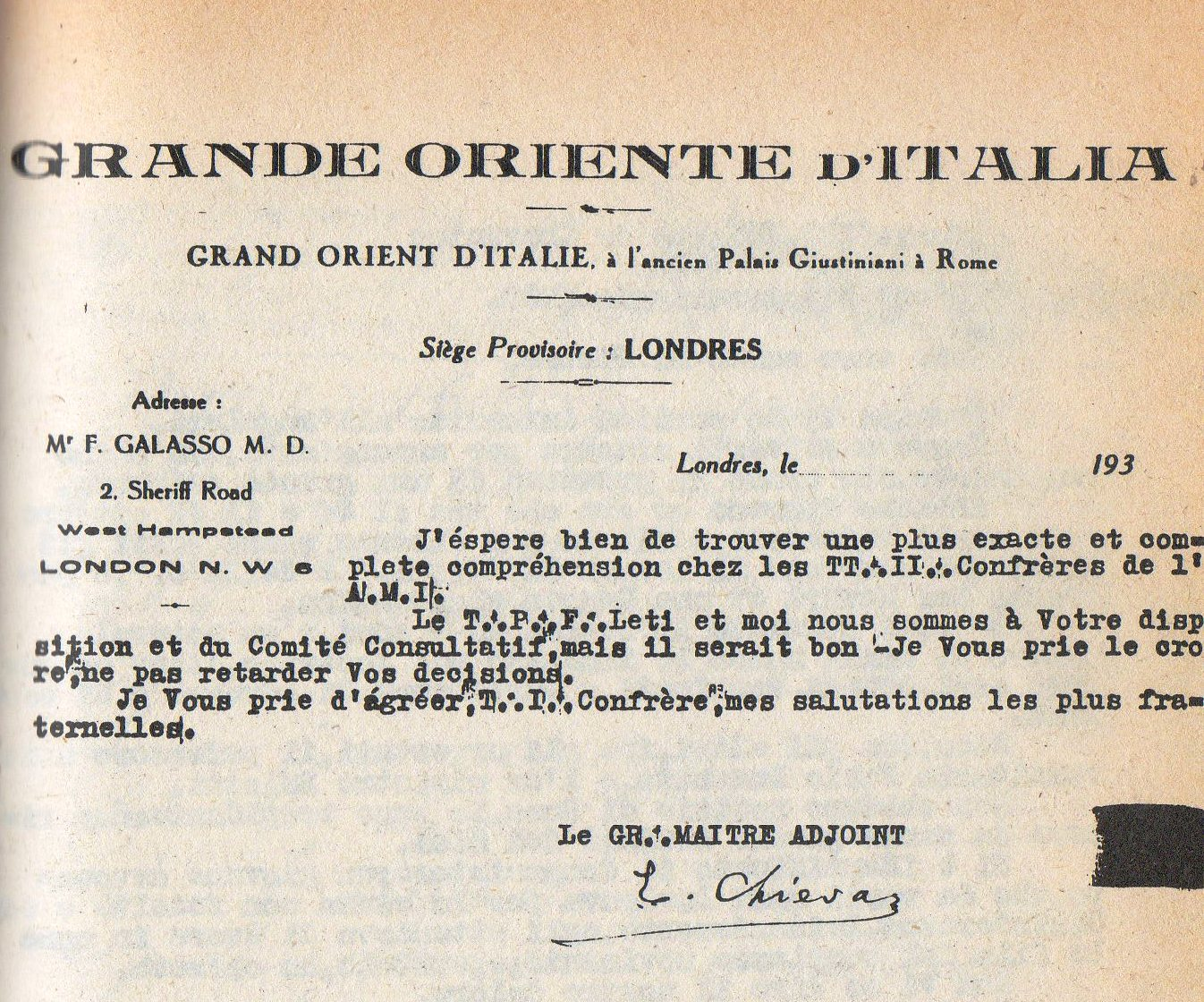
La nota con la quale il Gran maestro aggiunto Eugenio Chiesa chiede l'ammissione del Grande Oriente in esilio all'Associazione massonica internazionale (1930)

Durante il ventennio del regime fascista l'attività massonica sparì praticamente dall'Italia. Tuttavia alcune logge continuarono a riunirsi in clandestinità e si costituirono piccoli gruppi di massoni italiani profughi all'estero, specialmente in Francia e in Belgio, che promuovevano attività in esilio e clandestine. Inoltre, si ritenevano ancora affiliate al G.O.I. cinque logge italo-argentine, la loggia "Ettore Ferrari" di Londra e la "Labor et Lux" di Salonicco. Pertanto, dopo un idoneo lavoro di preparazione, il 12 gennaio 1930, a Parigi, presso la "Taverna Gruber", i rappresentanti delle logge suddette, insieme a quelli della neo-costituita "Giovanni Amendola" di Parigi e dell'antica loggia "Rienzi" di Roma (che dichiarò di non aver mai cessato le proprie attività, sia pure in clandestinità e senza il necessario supporto rituale), procedettero alla ufficiale ricostituzione del Grande Oriente d'Italia. Si provvide anche alla nomina dei componenti del Consiglio dell'ordine e del Gran Maestro aggiunto, nella persona dell'ex deputato repubblicano Eugenio Chiesa, il quale per rispetto alla figura di Domizio Torrigiani, tuttora al confino e in precarie condizioni di salute, rinunciò alla nomina di Gran maestro effettivo, pur assumendone "di fatto" le funzioni.

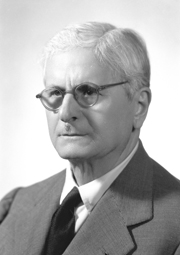
Arturo Labriola

Alla morte di Eugenio Chiesa fu nominato Gran maestro aggiunto il socialista Arturo Labriola e, dopo l'espulsione di quest'ultimo in seguito alle sue prese di posizione pubbliche pro-fasciste, il medico italo-argentino Alessandro Tedeschi; alla scomparsa di Torrigiani, Tedeschi assunse anche formalmente la carica di Gran Maestro del Goi.
Nel frattempo aderirono al Grande Oriente d'Italia in esilio la loggia clandestina "Italia" di Milano, la "Mazzini e Garibaldi" di Tunisi, la "Cincinnato" di Alessandria d'Egitto, mentre la loggia italo-americana "Mazzini" di Chicago, all'obbedienza del Grande Oriente degli Stati Uniti, preferì sciogliersi e far confluire i suoi affiliati nella "Ferrari" di Londra. Il numero complessivo degli affiliati tuttavia, alla fine del 1931, non raggiungeva le 200 unità. Si ha notizia, peraltro, di un'altra loggia clandestina a Catania e di un centro massonico clandestino a Roma, presso l'abitazione del futuro Gran maestro Umberto Cipollone.

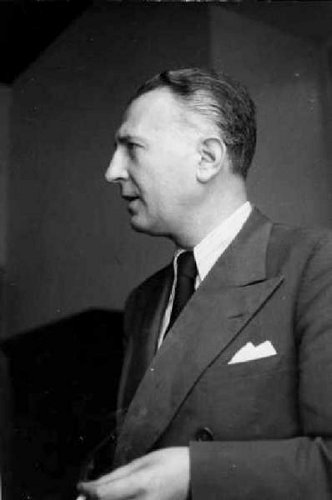
Randolfo Pacciardi, comandante della battaglione Garibaldi durante la guerra civile spagnola, affiliato ad una loggia del G.O.I., al quale fu conferito il 30º grado del rito scozzese antico ed accettato

In una circolare del 3 agosto 1934, il Gran maestro Tedeschi, pur ribadendo l'indipendenza della massoneria dalla politica, confermò l'adesione del Goi agli ideali di base di libertà e democrazia, indicando espressamente agli affiliati il campo dell'antifascismo e dell'antinazismo. Coerentemente, l'anno successivo, Tedeschi condannò l'aggressione fascista all'Etiopia, deprecando immediatamente l'uso criminale dei gas venefici, che fu "obliato" in patria fino alla fine del XX secolo.
In occasione della guerra civile spagnola (1936-39), il Goi tenne analogo comportamento contro le dittature nazi-fasciste e a fianco della Spagna repubblicana; la loggia "Eugenio Chiesa" di Parigi (trasformazione della disciolta "Giovanni Amendola") aprì inoltre una sottoscrizione a favore dei combattenti delle Brigate internazionali. La stessa "Eugenio Chiesa", il 19 dicembre 1937, confermò l'affiliazione massonica a Randolfo Pacciardi, già comandante della Brigata internazionale "Garibaldi", elevandolo a "maestro" e richiedendo al Supremo Consiglio di conferirgli il 30º grado del rito scozzese antico ed accettato.
Alla vigilia dello scoppio della seconda guerra mondiale, Pacciardi convinse Tedeschi a far propria la posizione che aveva fatto assumere al suo partito (il PRI, di cui era segretario), e cioè di richiedere al governo francese la costituzione di un Comitato nazionale italiano, composto da esuli antifascisti, combattenti sotto la bandiera tricolore a difesa della Francia, ma non contro altri italiani. Tale proposta fu travolta dagli eventi prima ancora di aver prodotto alcun esito. Di fronte all'imminente invasione nazista, Tedeschi fece eleggere Gran maestro aggiunto Davide Augusto Albarin, già membro dal 1927 della loggia "Concorde" dell'Ordine Massonico Misto Internazionale Le Droit Humain ad Alessandria d'Egitto, nonché, più tardi, Maestro venerabile della "Cincinnato" nella stessa città; alla morte di Tedeschi, avvenuta poche ore prima del temuto arresto da parte della Gestapo (19 agosto 1940), Albarin assunse automaticamente la carica di Gran maestro. Tra il 1940 e il 1943, da Alessandria, Albarin garantì al G.O.I. una simbolica continuità organizzativa.

### La seconda guerra mondiale ed il dopoguerra
Già il 3 marzo 1943, ad iniziativa di un gruppo clandestino che si identificava nella denominazione di "Massoneria Unificata Italiana", che sottintendeva lo scopo di riunificare in un'unica famiglia i vecchi tronconi di Piazza del Gesù e di Palazzo Giustiniani, venne ricostituito in Patria un "Supremo Consiglio d'Italia" e una "Gran Loggia della Massoneria Unificata Italiana"; ma subito dopo la caduta del fascismo, si determinò una rifioritura sfrenata di iniziative, tutte pretendenti di rappresentare le precedenti istituzioni massoniche. Gli intenti di riunificazione restarono inizialmente senza esiti consistenti. Di fatto, si ricostituirono numerosi gruppi di derivazione "giustinianea" e gruppi di derivazione "ferana".
Il gruppo facente riferimento al Grande Oriente d'Italia in esilio, a far data dal 4 giugno 1944, aveva rioccupato Palazzo Giustiniani, istituendo simultaneamente, per la sua riorganizzazione, un "Comitato di gran maestranza", costituito da Guido Laj, Gaetano Varcasia e Umberto Cipollone e, per la riorganizzazione del "Rito scozzese antico ed accettato" di Palazzo Giustiniani, un "Comitato di reggenza", costituito da Giuseppe Guastalla, Gaetano Varcasia e Umberto Cipollone. Successivamente, nel settembre 1945, Guido Laj, Vice sindaco di Roma socialista riformista, fu eletto Gran maestro del Grande Oriente d'Italia.
Dopo lunghe e travagliate trattative, il 22 novembre 1945, la Massoneria Unificata Italiana, guidata dal Reggente Tito Signorelli, si fuse con il Grande Oriente d'Italia, riconoscendo Laj Gran maestro dell'Ordine; in cambio Signorelli fu eletto Sovrano gran commendatore del Supremo Consiglio del Rito scozzese antico ed accettato.
Il 19 marzo 1949 il Grande Oriente d'Italia approvò il testo di una costituzione dell'Ordine, che prevedeva la netta separazione dei Riti dall'Ordine, secondo la riforma già impostata nel 1922 da Torrigiani ma non condotta in porto per gli eventi sopra descritti. In conseguenza di ciò non vi furono più logge dell'uno o dell'altro rito, - i riti, principalmente, erano quello "scozzese" e quello "simbolico", che ammetteva solo tre gradi di iniziazione - ma ognuna si sarebbe riunita conferendo agli iniziati solamente i tre gradi universali di apprendista, compagno e maestro; solo una volta raggiunta quest'ultima dignità i confratelli avrebbero potuto accedere ai successivi gradi, se previsti dai riti di adesione; il Rito veniva, dunque, elevato a "scuola di perfezionamento" degli affiliati. La costituzione, che recepisce i landmarks e quindi collega fortemente il Grande Oriente alla tradizione universale massonica, fu depositata dinanzi all'autorità civile.
Da allora in poi, i destini delle due istituzioni, il Grande Oriente e il Supremo Consiglio d'Italia, accomunati dalla condivisione, nella rispettiva denominazione, della specificazione di "Palazzo Giustiniani", seguirono vie concordi ma parallele, essendo le due istituzioni autonome e sovrane nelle loro rispettive competenze giurisdizionali. L'una e l'altra istituzione avrebbero vissuto complesse vicissitudini per le rispettive legittimazioni in ambito internazionale.

### Il Grande Oriente d'Italia e la proprietà di Palazzo Giustiniani

Il Gran Maestro Publio Cortini sottoscrive la transazione con lo Stato italiano per il rilascio della storica sede di Palazzo Giustiniani. Alla sua destra Frank Gigliotti e alla sua sinistra il ministro Giuseppe Trabucchi.

Il 4 giugno 1944 il Grande Oriente aveva rioccupato Palazzo Giustiniani.
Il Demanio dello Stato, che durante il fascismo aveva espropriato senza indennizzo Palazzo Giustiniani, reclamò il possesso dell'edificio. Il Gran Maestro Guido Laj si oppose alla restituzione dell'antica sede e la vertenza finì dinanzi al Tribunale Civile di Roma che, in primo grado, decretò ufficialmente il diritto del Goi al possesso del palazzo rinascimentale romano. In sede di appello, peraltro, la Corte condannò il Grande Oriente alla restituzione della sede occupata e al risarcimento allo Stato della somma di 140 milioni di lire. Per la risoluzione del problema, il nuovo Gran maestro Umberto Cipollone richiese i buoni uffici di un fratello d'oltre Atlantico, il politico democratico statunitense Frank Gigliotti, che già nel 1945 si era adoperato per il riconoscimento del Goi da parte della Gran Loggia del proprio paese, la Pennsylvania.
Frank Gigliotti, grazie a un'apposita dichiarazione del Segretario di Stato americano Christian Archibald Herter, riuscì ad ottenere una sospensiva da parte della Corte di cassazione sulla sentenza della Corte di Appello penalizzante per il Grande Oriente. Successivamente, nel 1960, la vicenda fu composta in sede stragiudiziale tra il Ministro delle Finanze Giuseppe Trabucchi e il Gran maestro Publio Cortini, con la mediazione dell'ambasciatore americano James David Zellerbach: il GOI avrebbe avuto in uso per altri vent'anni un'ala del palazzo di Via della Dogana Vecchia a un canone annuo di 1 milione di lire e lo Stato rinunciava all'indennizzo disposto dalla Corte d'Appello di Roma. Allo scadere dei vent'anni, il GOI lasciò definitivamente l'antico palazzo per trasferirsi nell'attuale sede di Villa del Vascello, sul Gianicolo.
Con un'ordinanza del 26 gennaio 2024 la Suprema Corte di Cassazione ha accolto il ricorso del Grande Oriente d'Italia e ha annullato la sentenza del Consiglio di Stato che affermava la giurisdizione del Giudice ordinario sulla proprietà di Palazzo Giustiniani, sua vecchia sede nel centro di Roma da ormai parecchio tempo di proprietà dello Stato.
Con una sentenza del 23 ottobre 2024 pubblicata il 30 ottobre 2024 (N. 19132/2024 REG.PROV.COLL.
N. 04312/2024 REG.RIC.) la prima sezione del Tribunale Amministrativo Regionale per il Lazio respinge il ricorso, che dichiara inammissibile per vari motivi, tra cui: la questione era già stata risolta con precedenti sentenze e transazioni legali, i termini per contestare l’atto del 1926 (che trasferì la proprietà allo Stato) erano scaduti, e Urbs aveva riconosciuto la validità di tale atto con accordi successivi.
Il Grande Oriente ha dovuto però aspettare fino al 2022 per poter recuperare i documenti che gli erano stati sottratti durante il fascismo e depositati nell'Archivio Centrale dello Stato.

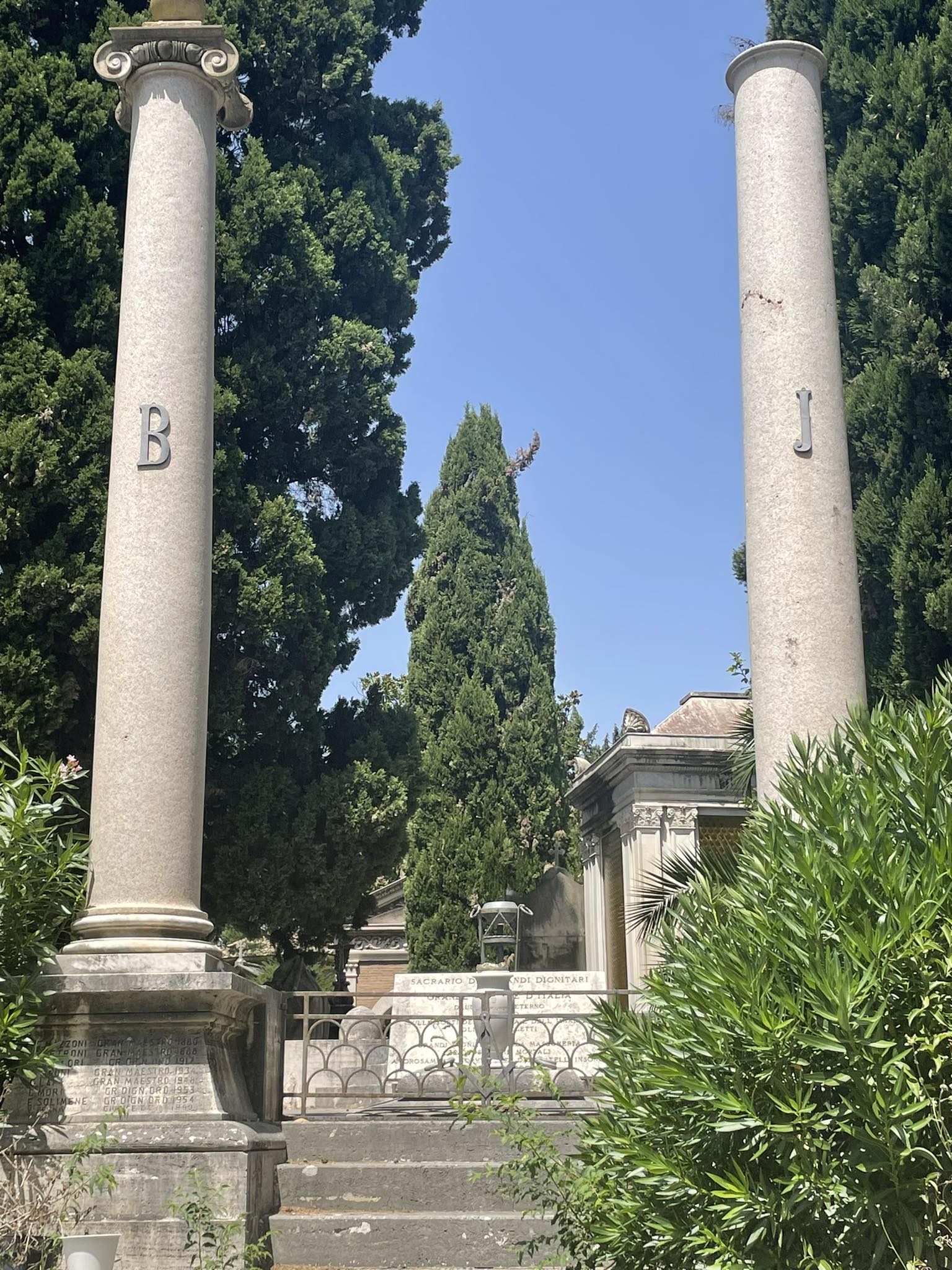
Cimitero del Verano di Roma, Sacrario del Grande Oriente d'Italia

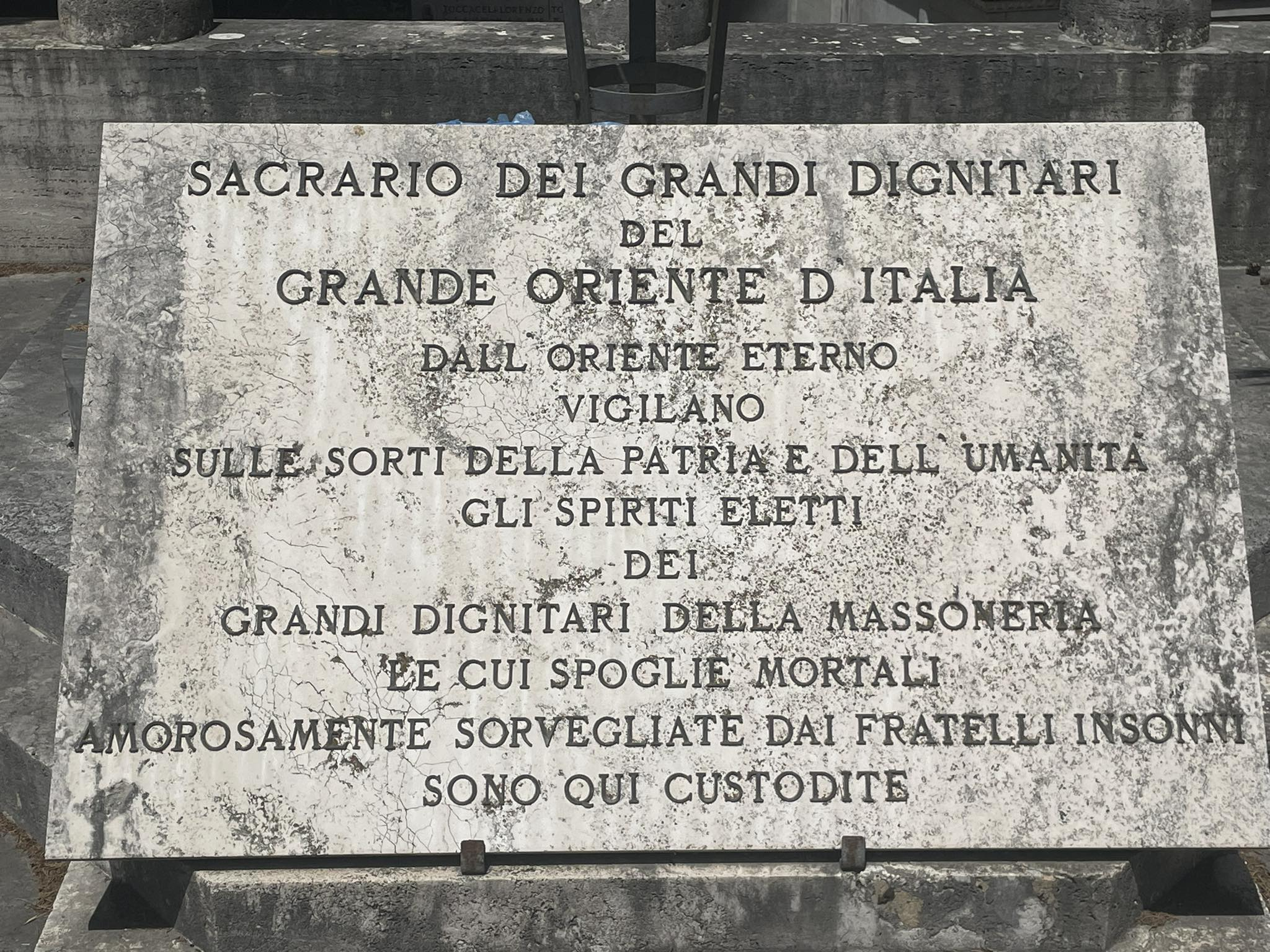
Cimitero del Verano di Roma, Sacrario del Grande Oriente d'Italia, lapide

### Riconoscimento del Grande Oriente d'Italia da parte della Gran Loggia Unita d'Inghilterra
Il 13 settembre 1972 l'aspirazione del popolo massonico alla universalità fu realizzata con il riconoscimento della regolarità del Grande Oriente d'Italia da parte della Gran Loggia Unita d'Inghilterra (riconoscimento che cesserà nel 1993 ma che sarà nuovamente ripristinato l'8 marzo 2023). Sulla scia di tale avvenimento si rinnovarono da più parti i tentativi di fusione con la Gran Loggia di piazza del Gesù, ma invano; l'ostacolo principale fu rappresentato dal fatto che quest'ultima fin dal 1956 avesse accettato il principio dell'iniziazione femminile, dando vita e riconoscendo logge costituite da donne. Successivamente, il 18 settembre 1973 avvenne una fusione per confluenza nel Grande Oriente di circa 200 logge già appartenenti a piazza del Gesù, ma una parte della Gran Loggia d'Italia, facente riferimento al generale Giovanni Ghinazzi, proseguì per la sua strada.

### Il caso P2

Licio Gelli ai tempi dell'esplosione del caso P2

Licio Gelli, un piccolo imprenditore toscano, fu iniziato il 6 novembre 1963, presso la loggia “Gian Domenico Romagnosi” di Roma all'obbedienza del Grande Oriente d'Italia; successivamente conseguì il grado di "maestro" presso la loggia "Hod". Conosciuto il Gran maestro Giordano Gamberini, Gelli convinse quest'ultimo a iniziare “sulla spada” (cioè direttamente e al di fuori dello specifico rituale massonico, secondo una prerogativa del Gran maestro) un primo gruppo di importanti aderenti da lui stesso contattati, e a inserirli nell'elenco dei “fratelli coperti” della loggia Propaganda 2 (nome assunto nel dopoguerra dalla storica loggia "Propaganda massonica").

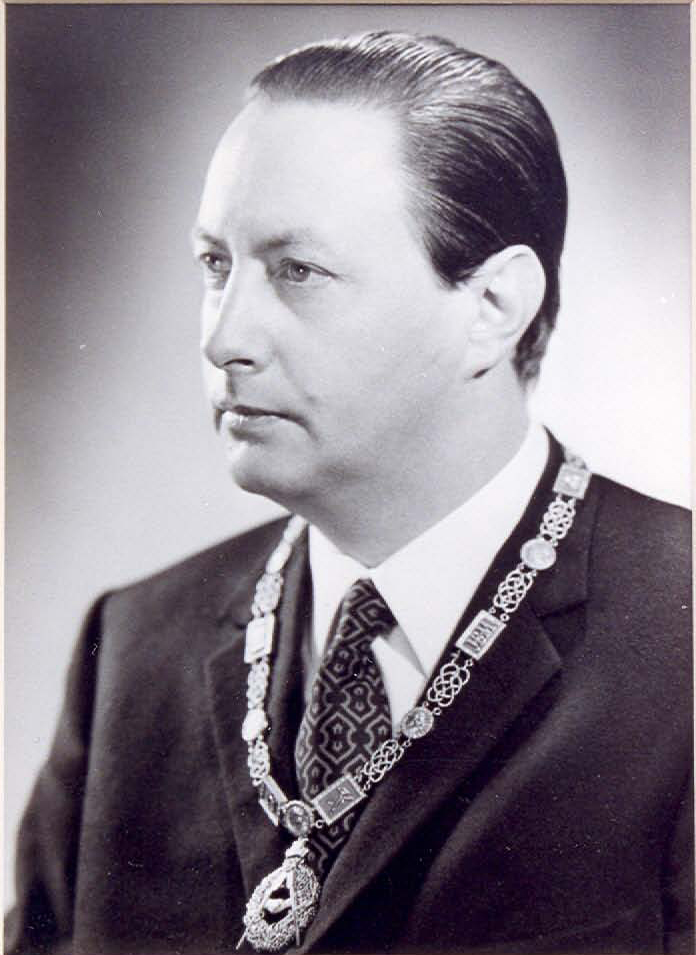
Lino Salvini Gran Maestro del G.O.I. dal 1970 al 1978

Il 15 giugno 1970, Lino Salvini (succeduto da poco a Giordano Gamberini come Gran maestro del Grande Oriente d'Italia), delegò a Gelli la gestione della loggia Propaganda 2 (o P2), conferendogli la facoltà di iniziare nuovi iscritti, anche “all'orecchio” - funzione che tradizionalmente fino ad allora era prerogativa esclusiva del Gran maestro - e nominandolo altresì “segretario organizzativo” (19 giugno 1971). Da allora in poi, il solo Licio Gelli sarebbe stato a conoscenza dell'elenco dei nominativi degli affiliati alla loggia P2. Una volta preso il potere al vertice della loggia, Gelli la trasformò in un punto di raccolta di imprenditori e alti funzionari statali, con una particolare predilezione per gli ambienti militari, con evidenti fini di sovversione dell'assetto socio-politico-istituzionale italiano. Questa circostanza, insieme alla caratteristica di riunire in segreto circa mille personalità di primo piano, principalmente della politica e dell'amministrazione dello Stato italiano, avrebbe suscitato uno dei più gravi scandali politici nella storia della Repubblica Italiana.
Nel dicembre 1974 sorsero contrasti tra Gelli e Salvini: a Napoli la Gran loggia dei Maestri venerabili del G.O.I., su proposta del Gran maestro, decretò lo scioglimento della secolare loggia P2, offrendo agli iniziati, in alternativa alle dimissioni, la possibilità di entrare in una loggia regolare o di affidarsi "all'orecchio" del Gran maestro. In occasione della Gran loggia tenutasi nel marzo 1975, tuttavia, Gelli e Salvini raggiunsero un accordo in base al quale quest'ultimo ricostituiva nuovamente la Loggia P2, riaffidandola a Licio Gelli e nominandolo Maestro venerabile (12 maggio 1975). L'affiliazione alla loggia sarebbe stata sottoposta a verifica da parte dell'ex Gran maestro Giordano Gamberini, "all'orecchio" del quale dovevano pervenire le iniziazioni "coperte".
Poco meno di un anno dopo, fu lo stesso Gelli a chiedere a Salvini la "sospensione" ufficiale di tutte le attività della P2 (26 luglio 1976), per evitare il passaggio elettorale della regolare conferma della sua maestranza venerabile e continuare a dirigere la loggia a tempo indeterminato, in regime di prorogatio. In pratica, la P2 continuò ad esistere come gruppo gestito direttamente da Gelli, il quale manteneva personalmente i rapporti con Salvini e Gamberini (che, dopo il 1976, nella sua veste di "garante", continuò a "concelebrare" molte iniziazioni per conto della Loggia P2) e gli altri vertici della massoneria. Nel 1978, il nuovo Gran maestro Ennio Battelli, confermò la posizione speciale di Gelli nell'ambito della massoneria, imponendo peraltro la sua presenza o quella dell'ex Gran maestro Gamberini, durante le cerimonie di affiliazione dei nuovi aderenti ed escludendo pertanto ogni iniziazione "all'orecchio" da parte di Gelli.
Il 5 ottobre 1980, Gelli confezionò un'intervista per il Corriere della Sera - che la pubblicò - nella quale si sintetizzavano gli obiettivi di un Piano di rinascita democratica da lui redatto: l'instaurazione della Repubblica presidenziale, la riduzione del numero dei parlamentari e l'abolizione delle loro immunità; propose anche l'abolizione del servizio militare di leva e la sua sostituzione con un esercito di professione. Il 17 marzo 1981 ci fu il rinvenimento della lista dei 962 affiliati alla loggia da parte della magistratura milanese, nell'ambito dell'indagine sul presunto rapimento del finanziere Michele Sindona, anch'esso affiliato alla P2. Lo scandalo che ne seguì fu enorme.
Sette mesi dopo, il 31 ottobre 1981, la corte centrale del Grande Oriente d'Italia espulse Gelli dal consesso massonico. Pur tuttavia il Grande Oriente ritenne di non poter procedere allo scioglimento della "Loggia Propaganda 2", essendo la sua attività all'interno del G.O.I. ufficialmente sospesa sin dal 1976. In tale contesto, per il G.O.I., tutte le attività gestite dal Gelli dal 1976 sino a quel momento, eccedenti la normale amministrazione della loggia da lui diretta in regime transitorio, erano state adottate autonomamente, e non dovevano essere ricondotte alla responsabilità dell'Ordine massonico. Nulla si disponeva nei confronti degli altri 961 iscritti alla loggia, che - di conseguenza - restavano a far parte della massoneria italiana.
La complessità e la vastità delle implicazioni del "caso P2" furono tali che ne scaturirono leggi speciali, emanate allo scopo di arginare le associazioni segrete, in attuazione dell'articolo 18 della Costituzione della Repubblica Italiana.
Un'apposita legge, infatti, la numero 17 del 25 gennaio 1982, sciolse definitivamente la P2 e rese illegale il funzionamento di associazioni segrete con analoghe finalità, in attuazione del secondo comma dell'articolo 18 della Costituzione Italiana.

Armando Corona, Gran Maestro del G.O.I. (1982-90)

Il 28 marzo 1982, la Gran loggia dei maestri venerabili del G.O.I. elesse Gran maestro Armando Corona, che l'anno prima aveva presieduto la corte centrale che aveva espulso Licio Gelli dall'Ordine. Nel frattempo erano state avviate procedure disciplinari nei confronti degli ex-gran maestri Gamberini, Salvini e Battelli, accusati di accondiscendenza verso il Gelli medesimo.

## La "Costituzione"
«Il Grande Oriente d'Italia – Palazzo Giustiniani», come recita l'articolo 2 della vigente Costituzione del G.O.I. «è storicamente la prima comunione massonica italiana, dotata di regolarità d'origine, essendo stata fondata nel 1805 da un corpo massonico debitamente riconosciuto; essa è indipendente e sovrana; presta la dovuta obbedienza ed osserva scrupolosamente la Carta costituzionale dello stato democratico italiano e le leggi che ad essa si ispirino. Si raccoglie sotto il simbolo iniziatico del G.A.D.U..
È costituito da tutte le logge regolarmente fondate alla sua obbedienza ed è retto da una giunta presieduta dal Gran maestro, con sede in Roma», nonché da altri organi che ne consentono l'organizzazione e l'amministrazione periferica. Il Grande Oriente d'Italia, a norma degli articoli 4 e 5 della propria Costituzione «fatti propri gli antichi doveri, persegue la ricerca della verità ed il perfezionamento dell'uomo e dell'umana famiglia, opera per estendere a tutti gli uomini i legami d'amore che uniscono i Fratelli, propugna la tolleranza, il rispetto di sé e degli altri, la libertà di coscienza e di pensiero
... Non tratta questioni di politica e di religione... inizia solamente uomini che siano liberi e di buoni costumi, senza distinzione di razza, cittadinanza, censo, opinioni politiche o religiose (...) si ispira al trinomio: Libertà – Uguaglianza – Fratellanza».
Nell'ordinamento giuridico italiano il Grande Oriente d'Italia ha lo status delle associazioni non riconosciute (articolo 36 del codice civile), la sua costituzione in vigore è ufficialmente depositata presso il tribunale di Roma, gode delle garanzie stabilite dalla vigente legge sulla privacy.

## Attività
Dal 6 aprile 2014 al 6 aprile 2024 il Gran Maestro in carica è Stefano Bisi: succeduto a Gustavo Raffi, che è il garante della Tradizione massonica e rappresenta il Grande Oriente d'Italia presso le Comunioni massoniche estere e il cosiddetto 'mondo profano'. Il Grande Oriente d'Italia conta oltre 23.000 iscritti distribuiti in 862 logge e ha un trend positivo di crescita ormai da anni con oltre 600 iscritti ogni 12 mesi. L’età media dei richiedenti è di circa 40 anni mentre l’età di chi già aderisce si aggira intorno ai 45.
L'assise annuale dei massoni di "Palazzo Giustiniani", detta Gran Loggia, che un tempo aveva luogo all'Hotel Hilton di Roma, si svolge da diversi anni al Palacongressi di Rimini. Vi partecipano migliaia di massoni provenienti da tutta Italia, oltre a delegazioni delle principali istituzioni massoniche estere. Il Grande Oriente d'Italia è presente sul web con un sito (www.grandeoriente.it) dotato di sistemi multimediali che documentano le attività, diffuse anche con una newsletter indirizzata non solo a massoni; con il bollettino Erasmo che illustra tutte le iniziative, comprese quelle a carattere interno; con nuovoHiram, la tradizionale rivista culturale che dal gennaio 2015 è completamente rinnovata; infine con il quadrimestrale online MASSONICAmente, laboratorio di storia del Grande Oriente d’Italia, che ha iniziato le pubblicazioni nel settembre 2014. Il Grande Oriente è anche su Facebook, Twitter, Instagram e ha un canale YouTube.
Riconosciuto all’estero da circa 200 Gran Logge regolari, inclusa la UGLE (United Grand Lodge of England), il Grande Oriente ha un’intensa attività internazionale e partecipa alle Conferenze mondiali delle Grandi Logge Massoniche Regolari, dei Gran Maestri del Nord America, alle assemblee della Confederazione massonica interamericana, e ai meeting dei Gran Segretari e dei Gran Maestri europei.
L'attività culturale del Grande Oriente ha luogo principalmente in convegni e seminari, che si avvalgono dei contributi di esperti e collaborazioni con atenei universitari, in Italia e all’estero, finanziando lo studio e la ricerca scientifica, anche con l’assegnazione di borse di studio. Il Grande Oriente è attivo in ambito di utilità sociale, collaborando con gli Asili Notturni Umberto I e il Piccolo Cosmo di Torino, a Firenze la Fratellanza Fiorentina, a Sassari la Casa della Fraterna Solidarietà. Dal novembre 2014 opera inoltre la Federazione Italiana di Solidarietà Massonica (Fism) costituita sotto l’egida del Grande Oriente d’Italia.

## Cronistoria dei Gran Maestri
Cronistoria dei Gran Maestri del Grande Oriente d'Italia.
| Nome                                           | Periodo                                                      | Note |
| ---------------------------------------------- | ------------------------------------------------------------ | --- |
| Eugenio di Beauharnais                         | 20 giugno 1805 - 23 aprile 1814                              | |
| Filippo Delpino                                | 20 dicembre 1859 - 20 maggio 1860                            | Interim |
| Livio Zambeccari                               | 1860                                                         | Interim |
| Felice Govean                                  | 1861                                                         | Reggente facente funzioni di Gran Maestro |
| Costantino Nigra                               | 3 ottobre 1861 - 31 gennaio 1862                             | Dimissionario |
| Livio Zambeccari                               | 8 ottobre 1861 - 1º marzo 1862                               | Interim |
| Filippo Cordova                                | 1º marzo 1862 - 6 agosto 1863                                | |
| Celestino Peroglio                             | 6 agosto 1863 - 24 maggio 1864                               | |
| Giuseppe Garibaldi                             | 24 maggio 1864 - 8 agosto 1864                               | Dimissionario per motivi di salute |
| Francesco De Luca                              | settembre 1864 - maggio 1865 28 maggio 1865 - 20 giugno 1867 | Prima reggente, poi Gran Maestro effettivo |
| Filippo Cordova                                | 21 giugno 1867 - 2 agosto 1867                               | Dimissionario |
| Lodovico Frapolli                              | 2 agosto 1867 - 7 settembre 1870                             | Facente funzioni fino al 31 maggio 1869, poi Gran Maestro effettivo; dimissionario |
| Giuseppe Mazzoni                               | 7 settembre 1870 - 11 maggio 1880                            | Reggente fino al 27 gennaio 1871, poi Gran Maestro effettivo; morto in carica |
| Giuseppe Petroni                               | 12 maggio 1880 - 16 gennaio 1885                             | |
| Adriano Lemmi                                  | 17 gennaio 1885 - 31 maggio 1896                             | |
| Ernesto Nathan                                 | 1º giugno 1896 - 14 febbraio 1904                            | |
| Ettore Ferrari                                 | 15 febbraio 1904 - 25 novembre 1917                          | Dimissionario |
| Ernesto Nathan                                 | 25 novembre 1917 - 22 giugno 1919                            | |
| Domizio Torrigiani                             | 23 giugno 1919 - 31 agosto 1932                              | Dal 23 aprile 1927 impossibilitato ad operare in quanto arrestato e poi inviato al confino dal regime fascista. Formalmente morto in carica                                                                               |
| Comitato di coordinamento                      | 1926 - 1930                                                  | Il Gran Maestro Aggiunto Giuseppe Meoni, nominato da Torrigiani presidente del Comitato di coordinamento per la gestione dei beni del GOI, fu condannato nel maggio del 1929 a cinque anni di confino e deportato a Ponza |
| Eugenio Chiesa                                 | 12 gennaio 1930 - 22 giugno 1930                             | Formalmente Gran maestro aggiunto, facente funzioni di Gran Maestro; morto in carica |
| Arturo Labriola                                | 23 giugno 1930 - 29 novembre 1931                            | Formalmente Gran maestro aggiunto, facente funzioni di Gran Maestro. Espulso. |
| Alessandro Tedeschi                            | 29 novembre 1931 - 19 agosto 1940                            | Formalmente Gran maestro aggiunto, facente funzioni di Gran Maestro, entrato in carica al decesso di Domizio Torrigiani (31 agosto 1932); morto in carica                                                                 |
| Davide Augusto Albarin                         | 19 agosto 1940 - 10 giugno 1944                              | Subentrato automaticamente alla morte di Alessandro Tedeschi, in quanto Gran maestro aggiunto |
| Umberto Cipollone, Guido Laj, Gaetano Varcasia | 10 giugno 1944 - 18 settembre 1945                           | Comitato di maestranza |
| Guido Laj                                      | 18 settembre 1945 - 5 novembre 1948                          | |
| Umberto Cipollone                              | 5 gennaio 1949 - 18 marzo 1949                               | Pro tempore |
| Ugo Lenzi                                      | 19 marzo 1949 - 21 aprile 1953                               | Morto in carica |
| Carlo Speranza                                 | 21 aprile 1953 - 4 ottobre 1953                              | Facente funzioni |
| Publio Cortini                                 | 4 ottobre 1953 - 27 settembre 1956                           | Dimissionario per motivi di salute |
| Umberto Cipollone                              | 30 novembre 1957 - 17 gennaio 1961                           | |
| Giorgio Tron                                   | 29 maggio 1960 - 28 aprile 1961                              | Dimissionario |
| Corrado Mastrocinque                           | 29 aprile 1961 - 16 luglio 1961                              | Pro tempore |
| Giordano Gamberini                             | 17 luglio 1961 - 21 marzo 1970                               | Eletto per due mandati consecutivi. Espulso dall'Ordine con sentenza della Corte Centrale del 13 settembre 1986 per fatti inerenti alla Loggia P2                                                                         |
| Lino Salvini                                   | 21 marzo 1970 - 18 novembre 1978                             | Eletto per due mandati consecutivi, dimissionario |
| Ennio Battelli                                 | 18 novembre 1978 - 27 marzo 1982                             | |
| Armando Corona                                 | 28 marzo 1982 - 10 marzo 1990                                | Eletto per due mandati consecutivi |
| Giuliano Di Bernardo                           | 11 marzo 1990 - 16 aprile 1993                               | Dimissionario, poi espulso per aver fondato la GLRI |
| Eraldo Ghinoi, Ettore Loizzo                   | 5 maggio 1993 - 18 dicembre 1993                             | Reggenti |
| Virgilio Gaito                                 | 18 dicembre 1993 - 21 marzo 1999                             | |
| Gustavo Raffi                                  | 21 marzo 1999 - 6 aprile 2014                                | Eletto per tre mandati consecutivi |
| Stefano Bisi                                   | 6 aprile 2014 - 6 aprile 2024                                | Eletto per due mandati consecutivi |
| Antonio Seminario                              | 6 aprile 2024 - 28 ottobre 2024                              | Elezione sub judice; Sospeso dalla carica il 28 ottobre 2024 Elezione annullata il 4 aprile 2025. |
| Stefano Bisi                                   | 28 ottobre 2024                                              | In carica |